# マット・クロス
マット・クロス（Matt Cross、1980年12月31日 - ）は、アメリカ合衆国の男性プロレスラー。
本名、マシュー・キャピシオーニ（Matthew "Matt" Capiccioni）、オハイオ州クリーブランド出身。

## 経歴
J.T.ライトニングのコーチを受け、1999年4月25日にEIWでプロレスデビュー。XPWやCZWではM-Dogg 20のリングネームで活躍した。2003年にはIWAミッドサウスのキング・オブ・ザ・デスマッチに出場し、1回戦で3対3のバトルロイヤルを行うも、そのまま敗退。
2006年10月7日、デトロイトで開催された「モーター・シティ・マッドネス」でROH初登場。2007年からは準レギュラーとして参戦を続け、オースチン・エイリースが率いる「ザ・レジリエンス」のメンバーとしても活動した。現在はレジリエンスの解散に伴いシングルプレイヤーとして活動中。
2006年、MTVのプロレス番組Wrestling Society Xの収録にも参加。テディ・ハートと「ザ・フィルス・アンド・ザ・フューリー」を結成し、現地時間2007年2月13日放送分の同番組で全米デビューを果たした。
2007年、謎のマスクマン「ラプター」としてプロレスリング・ノアへの参戦が発表されていたが、直前になって怪我により来日が中止となった。
2010年7月15日、WWE・Superstarsにジョバーとしてジェイミン・カンセコとタッグを組んでヴァンス・アーチャー & カート・ホーキンスと対戦し、敗戦。
2011年、WWE・Tough Enough 5にマットの名義で参加。2週目で脱落した。

## 得意技
器械体操の下地があるため、アクロバティックな空中技を得意としている。
クロス・ファイヤー／M-Doggドロップ
シューティングスター・レッグドロップ。現在の主なフィニッシュ・ムーブである。同型技の使い手は他にも多数存在するが、その中でも抜群の安定感を誇っている。
デス・スターDDT
屈んだ相手の首にシューティングスター・プレスの要領で飛びつき、そのまま極めるDDT。非常に難易度が高いため滅多に使用しない。
デス・フロム・アボーブ（フェニックス・スプラッシュ）
コークスクリュー・シューティングスター・エルボー・ドロップ
シューティングスター・プレス
フラッグポール・プレス
ファイヤーマンズキャリー・ヘッドブリーカー
サスケスペシャル
コークスクリュー・スプリングボード・ムーンサルト
捻りを加えたラ・ケブラーダ。

## タイトル歴
CAPW
- CAPWジュニアヘビー級王座: 1回
- CAPWノースアメリカン・タッグチーム王座: 2回

IWAミッドサウス
- IWAミッドサウス・ヘビー級王座: 1回

IWC
- IWCタッグチーム王座: 1回

NWA
- NWAミッドサウス・ヘビー級王座: 1回
- NWAアップステート・タッグチーム王座: 1回

NEPW
- NEPWクルーザー級王座: 1回
- NEPWタッグチーム王座: 1回

UIPW
- UIPWヘビー級王座: 1回

UWAハードコア・レスリング
- UWAカナディアン王座: 2回

XPW
- XPW世界タッグチーム王座: 2回

他多数